# Noël Coward
Noël Coward (16. prosince 1899 – 26. března 1973) byl anglický hudební skladatel, zpěvák, herec a dramatik.

## Životopis
Od dětství se věnoval herectví a když mu bylo jedenáct, poprvé stál na divadelním jevišti, kde během svého života odehrál 67 představení. Během své kariéry napsal 47 divadelních her, 300 písní, 21 filmových scénářů, sám se objevil v 17 filmech. Ke konci života žil na Jamajce, kde také v roce 1973 ve věku 73 let zemřel. Podle jeho hry Easy Virtue z roku 1925 byl v roce 2008 natočen celovečerní film Lekce neslušného chování režiséra Stephana Elliotta.

## Divadelní hry
The Last Chapter (1917)

Woman and Whisky (1918)

The Last Chapter (1917)

Woman and Whisky (1918)

The Rat Trap (1918)

I'll Leave It to You (1919)

The Young Idea (1921)

Sirocco	Play (1921)

The Better Half (1921)

The Queen Was in the Parlour (1922)

Mild Oats (1922)

London Calling (1922–23)

Weatherwise (1923)

Fallen Angels (1923)

The Vortex (1923)

Hay Fever (1924)

Easy Virtue (1924)

On with the Dance (1924–25)
Semi-Monde (1926)

This Was a Man (1926)

The Marquise (1926

Home Chat (1927

This Year of Grace (1927–28

Bitter Sweet (1928–29)

Private Lives (1929)

Post-Mortem (1930)

Cavalcade (1930–31)

Words and Music	Revue (1932)

Design For Living (1932)

Conversation Piece (1933)

Tonight at 8.30 (krátké jednoaktovky, uváděné většinou po třech:)
 
- We Were Dancing	(1935)

- The Astonished Heart (1935)

- Red Peppers (1935)

- Hands Across the Sea (1935)

- Fumed Oak (1935) 

- Shadow Play (1935)

- Family Album (1935)

- Star Chamber (1936)

- Ways and Means (1936)

- Still Life (1936)

Operette (1937)

Set to Music (1938)

Present Laughter (1939)

This Happy Breed (1939)

Blithe Spirit (1941)

Sigh No More (1945)

Pacific 1860 (1946)

Peace In Our Time (1946)

Long Island Sound (1947)

Ace of Clubs (1949)

South Sea Bubble (1949)

Relative Values	1951

Quadrille (1951–52)

After the Ball(1953)

Nude with Violin (1954)

Volcano	Play (1957)

Look After Lulu! (1958)

Waiting in the Wings (1959–60)

Sail Away (1959–60)

The Girl Who Came to Supper (1963)

Suite in Three Keys (trilogie):
A Song at Twilight + Shadows of the Evening + Come Into the Garden, Maud (1965)

Star Quality (1967)

Cowardy Custard	Revue (1972)

## Písně
Coward napsal přes 300 úspěšných písní. Nejúspěšnější a nejznámější jsou:

"I'll See You Again" (Bitter Sweet)

"Mad Dogs and Englishmen" (Words and Music)

"If Love Were All" (Bitter Sweet)

"Someday I'll Find You" (Private Lives)

"I'll Follow My Secret Heart" (Conversation Piece)

"London Pride" (1941)

"A Room With a View" (This Year of Grace)

"Mrs Worthington" (1934)

"Poor Little Rich Girl" (On with the Dance)

"The Stately Homes of England" (Operette)